# Chabás
Chabás is een plaats in het Argentijnse bestuurlijke gebied Caseros in de provincie Santa Fe. De plaats telt 7.248 inwoners.

## Geboren
- Héctor Cúper (1955), voetballer en voetbaltrainer
- David Abraham (1986), voetballer